# 12 Rounds 2: Reloaded
12 Rounds 2: Reloaded is een Amerikaanse actiefilm uit 2013. De film werd geregisseerd door Roel Reiné. Het is het vervolg op 12 Rounds uit 2009. 

## Verhaal
Nick Malloy, een ambulancebroeder, wordt op een dag door een geheimzinnige man opgebeld. Er wordt hem verteld dat hij een paar gruwelijke opdrachten voor heem heeft. Als Malloy deze uitdagingen niet aangaat wordt zijn vrouw vermoord. Hij wordt geconfronteerd met een gruwelijke gebeurtenis uit zijn verleden. 

## Rolverdeling
| Acteur            | Personage                       | Opmerkingen |
| ----------------- | ------------------------------- | ----------- |
| Randy Orton       | Nick Malloy                     |             |
| Tom Stevens       | Tommy Weaver                    |             |
| Brian Markinson   | Patrick Heller                  |             |
| Venus Terzo       | Detective McKenzie              |             |
| Cindy Busby       | Sarah Malloy                    |             |
| Sean Rogerson     | Detective Sykes                 |             |
| Colin Lawrence    | Jay Thompson                    |             |
| Chelsey Reist     | Amber                           |             |
| Sebastian Spence  | Gouverneur Devlin Weaver        |             |
| Janene Carleton   | Diana Heller                    |             |
| Sean Owen Roberts | Kid / Valet                     |             |
| Charlie Kerr      | Motel Clerk                     |             |
| Rachel Hayward    | Roberta Shaw                    |             |
| John Wardlow      | Judge Perlmutter                |             |
| Jason Diablo      | explosievenopruimingsdienst man |             |
| Jesse Hutch       | Swat #1                         |             |
| Kyle Cassie       | Tech #1                         |             |
| Patrick Gilmore   | Tech #2                         |             |
| Sophie Lui        | tv nieuwslezer                  |             |
| Mike Ching        | dakloos persoon                 |             |
| Cecilia Willmer   | Club Girl                       |             |